# Hans-Dieter Weigel

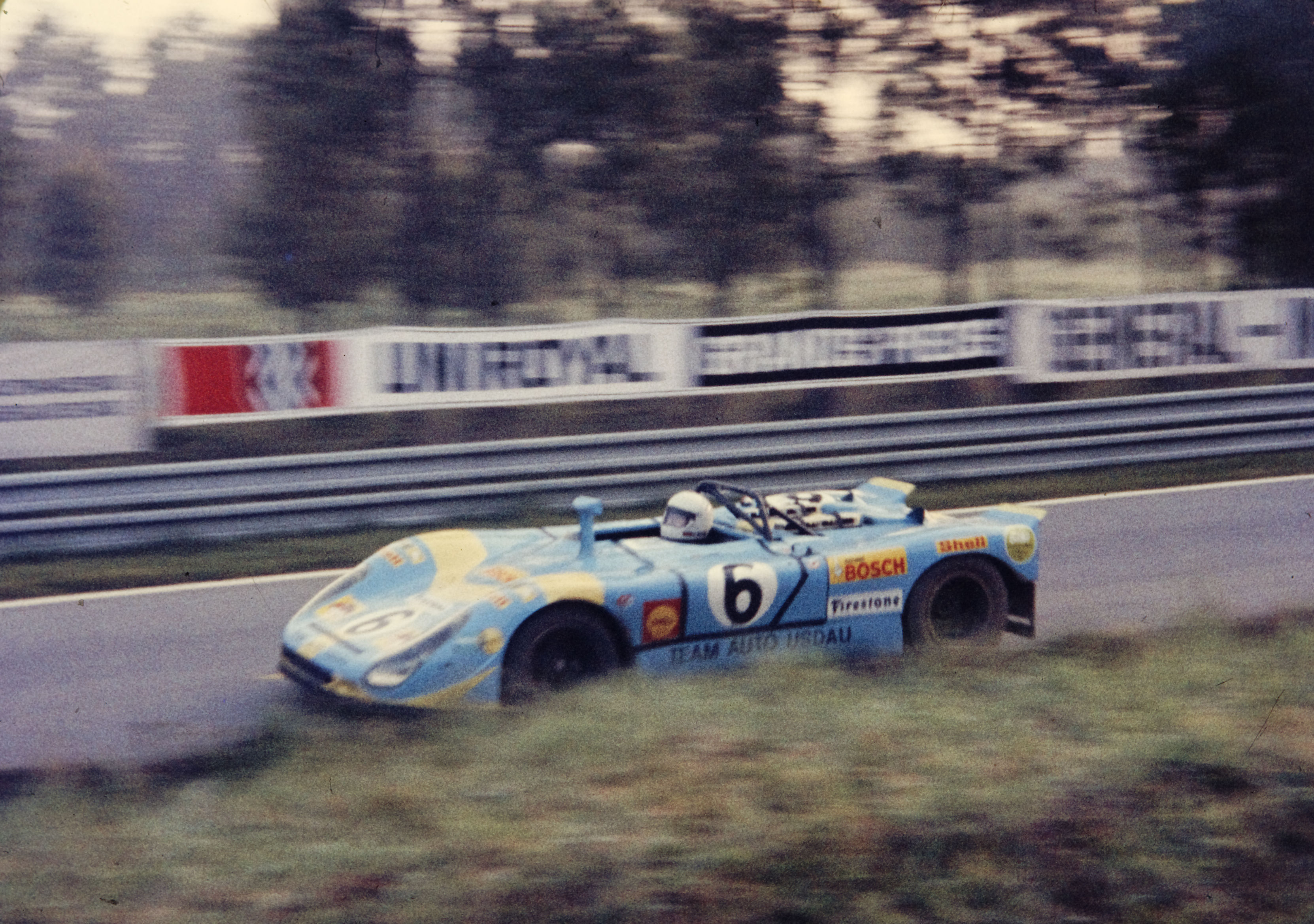
Der von Hans-Dieter Weigel beim 24-Stunden-Rennen von Le Mans 1972 gefahrene Porsche 908/02

Hans-Dieter Weigel (* 29. Dezember 1935 in Frankfurt am Main) ist ein ehemaliger deutscher Autorennfahrer und Unternehmer.

## Karriere als Rennfahrer
Hans-Dieter Weigel war Augenoptiker und hatte vier Läden in Frankfurt. In seiner Freizeit war er als Amateur-Rennfahrer aktiv. Er bestritt Rallyes und war bei Rundstreckenrennen am Start. In den 1960er-Jahren fuhr er in der Deutschen Automobil-Rundstrecken-Meisterschaft und gewann 1968 auf einem Porsche 911 S das Rennen der GT-Wagen über 1,3 Liter Hubraum auf dem Norisring. 1969 und 1971 engagierte er sich mit eigenen Fahrzeugen in der Sportwagen-Weltmeisterschaft, 1971 mit einem Porsche 908/02. Beste Ergebnisse waren die zehnten Gesamtränge beim 1000-km-Rennen von Zeltweg 1969 und dem 1000-km-Rennen von Brands Hatch 1971.

## Der doppelte Weigel
1965 war Hans-Dieter Weigel mit seinem BMW 1800 Ti im Freihafen von Cuxhaven alkoholisiert in eine polizeiliche Verkehrskontrolle geraten. Die Folgen der 2,5 Promille Alkohol im Blut waren eine Verurteilung zu acht Wochen Gefängnis wegen Volltrunkenheit und Verkehrsgefährdung sowie der Entzug der Lenkerberechtigung für zehn Monate. Kurios war der Strafantritt. Weigels Mutter wollte ihrem Sohn den Gefängnisaufenthalt ersparen und händigte ihm die Gerichtsschreiben mit der Aufforderung des Strafanritts nicht aus. Während Weigel in Südfrankreich auf Urlaub war, engagierte sie gegen Bezahlung den 26-jährigen Koch Horst-Dieter Herzog, der mit gefälschten Papieren statt Weigel die Haft antrat. Nach einer anonymen Anzeige flog der Schwindel auf. Herzog wurde enthaftet und der unwissende Weigel trat seine Haft an. Gegen seine Mutter und den Koch ermittelte die Staatsanwaltschaft wegen Anstiftung, Begünstigung, Urkundenfälschung und mittelbarer Falschbeurkundung. Über etwaige Strafen wurde nichts bekannt.

## Statistik

### Le-Mans-Ergebnisse
| Jahr | Team               | Fahrzeug       | Teamkollege   | Platzierung | Ausfallgrund    |
| ---- | ------------------ | -------------- | ------------- | ----------- | --------------- |
| 1971 | Claude Haldi       | Porsche 908/02 | Claude Haldi  | Ausfall     | Getriebeschaden |
| 1972 | Hans-Dieter Weigel | Porsche 908/02 | Helmut Krause | Ausfall     | Unfall          |

### Sebring-Ergebnisse
| Jahr | Team          | Fahrzeug    | Teamkollege   | Platzierung | Ausfallgrund    |
| ---- | ------------- | ----------- | ------------- | ----------- | --------------- |
| 1971 | Joseph Greger | Porsche 907 | Joseph Greger | Ausfall     | Getriebeschaden |

### Einzelergebnisse in der Sportwagen-Weltmeisterschaft
| Saison | Team                                  | Rennwagen               | 1   | 2   | 3   | 4   | 5   | 6   | 7   | 8   | 9   | 10  | 11  |
| ------ | ------------------------------------- | ----------------------- | --- | --- | --- | --- | --- | --- | --- | --- | --- | --- | --- |
| 1969   | Hans-Dieter Weigel Helmut Krause      | Porsche 911 Porsche 907 | DAY | SEB | BRH | MON | TAR | SPA | NÜR | LEM | WAT | ZEL |     |
| 1969   | Hans-Dieter Weigel Helmut Krause      | Porsche 911 Porsche 907 |     |     |     | DNF | 48  | DNF |     |     |     | 10  |     |
| 1971   | Auto Usdau Joseph Greger Claude Haldi | Porsche 908 Porsche 907 | BUA | DAY | SEB | BRH | MON | SPA | TAR | NÜR | LEM | ZEL | WAT |
| 1971   | Auto Usdau Joseph Greger Claude Haldi | Porsche 908 Porsche 907 | DNF |     | DNF | 10  | DNF |     |     | 25  | DNF |     |     |
| 1972   | Hans-Dieter Weigel                    | Porsche 908             | BUA | DAY | SEB | BRH | MON | SPA | TAR | NÜR | LEM | ZEL | WAT |
| 1972   | Hans-Dieter Weigel                    | Porsche 908             |     |     |     |     |     | DNF |     |     |     |     |     |